# Jedle pod skálou v Nancy
Jedle pod skálou v Nancy je památný strom – jedle bělokorá (Abies alba), která roste na strmém svahu pod granitovou skálou nad levým břehem Rájeckého potoka, cca 800 m SZ od vrchu Špičák (991 m n. m.) na území obce Stříbrná v okrese Sokolov v Karlovarském kraji, necelé tři kilometry vzdušnou čarou směrem na jih od česko-německé státní hranice.
Jedná se pravděpodobně o nejvyšší známou žijící jedli na české straně Krušných hor. Strom má krátké a silné kořenové náběhy, kmen stromu tvarem i velikostí připomíná stěžeň. Koruna stromu je úzká a vysoko nasazená a sahá do výšky 46 m. Obvod kmene měří 295 cm (měření 2004). Strom je chráněn od roku 2005 pro svůj výrazný růst a stáří. Je zároveň uveden na seznamu významných stromů Lesů České republiky.

## Stromy v okolí
- Klen Na konci světa
- Klen v Nancy
- Modřín u Stříbrného potoka
- Jedle pod Špičákem